# Menifee (Arkansas)
Pour les articles homonymes, voir Menifee.
Menifee est une municipalité du comté de Conway, dans l'État de l'Arkansas aux États-Unis.

## Démographie
| 1970 | 1980 | 1990 | 2000 | 2010 | - |
| ---- | ---- | ---- | ---- | ---- | - |
| 251  | 368  | 355  | 311  | 302  | - |